# Yelena Andreyuk
Yelena Valentinovna Andreyuk (em russo:  Елена Валентиновна Андреюк; Tula, 23 de novembro de 1958) é uma ex-jogadora de voleibol da Rússia que competiu pela União Soviética nos Jogos Olímpicos de 1980.
Em 1980, ela fez parte da equipe soviética que conquistou a medalha de ouro no torneio olímpico, no qual atuou em duas partidas.